# Hans Negele
Hans Negele (* 18. Juli 1942; † 4. April 1996) war ein liechtensteinischer Rennrodler.

## Karriere
Negele trat bei den Olympischen Winterspielen 1964 im Einsitzer an und belegte den 27. Rang.
Im Sommer 1963 hatte er beim fachmännischen Ausbau der Naturrodelbahn Sücka-Steg die technische Leitung inne.